# Pemfling
Pemfling là một đô thị ở huyện Cham bang Bayern nước Đức. Đô thị Pemfling có diện tích 44,53 km², dân số thời điểm ngày 31 tháng 12 năm 2006 là 2237 người.